# Liste der Lieder von Katy Perry
Dies ist eine Liste der aufgenommenen und veröffentlichten Lieder der US-amerikanischen Popsängerin Katy Perry. Die Reihenfolge der Titel ist alphabetisch sortiert. Sie gibt Auskunft über die Urheber und auf welchem Tonträger die Komposition erstmals zu finden ist.

## Eigenkompositionen

### #
| Titel          | Autoren | Album | Jahr |
| -------------- | --- | ----- | ---- |
| 365 (mit Zedd) | Katy Perry, Anton Zaslavski, Caroline Ailin Furøyen, Daniel Heløy Davidsen, Mich Hedin Hansen, Corey Sanders, Peter Wallevik | —     | 2019 |

### A
| Titel           | Autoren                                                 | Album           | Jahr |
| --------------- | ------------------------------------------------------- | --------------- | ---- |
| Act My Age      | Katy Perry, Sarah Hudson, Tinashe Fazakerley, Mark Crew | Witness         | 2017 |
| A Cup of Coffee | Katy Perry, Glen Ballard, Matthew Thiessen              | One of the Boys | 2008 |

### B
| Titel                     | Autoren | Album         | Jahr |
| ------------------------- | --- | ------------- | ---- |
| Bigger than Me            | Katy Perry, Sarah Hudson, Corin Roddick, Megan James                                                            | Witness       | 2017 |
| Birthday                  | Katy Perry, Lukasz Gottwald, Max Martin, Bonnie McKee, Henry Walter                                             | Prism         | 2013 |
| Bon Appétit (feat. Migos) | Katy Perry, Max Martin, Shellback, Ferras Alqaisi, Oscar Holter, Quavious Marshall, Kiari Cephus, Kirsnick Ball | Witness       | 2017 |
| Brick by Brick            | Katy Perry, Greg Wells                                                                                          | MTV Unplugged | 2009 |
| By the Grace of God       | Katy Perry, Greg Wells                                                                                          | Prism         | 2013 |

### C
| Titel                                                    | Autoren | Album         | Jahr |
| -------------------------------------------------------- | --- | ------------- | ---- |
| California Gurls (feat. Snoop Dogg)                      | Katy Perry, Lukasz Gottwald, Max Martin, Benjamin Levin, Bonnie McKee, Calvin Broadus                                                      | Teenage Dream | 2010 |
| Chained to the Rhythm (feat. Skip Marley)                | Katy Perry, Max Martin, Sia Furler, Ali Payami, Skip Marley                                                                                | Witness       | 2017 |
| Champagne Problems                                       | Katy Perry, Jacob Kasher Hindlin, John Ryan, Johan Carlsson, Ian Kirkpatrick                                                               | Smile         | 2020 |
| Choose Your Battles                                      | Katy Perry, Jonatha Brooke, Greg Wells | Prism         | 2013 |
| Circle the Drain                                         | Katy Perry, Christopher Stewart, Monte Neuble                                                                                              | Teenage Dream | 2010 |
| Con Calma (Remix) (Daddy Yankee & Katy Perry feat. Snow) | Katy Perry, Darrin O’Brien, Edmond Daryll Leary, Juan Salinas, Michael Grier, Oscar Salinas, Ramon Ayala, Shawn Leigh Moltke, Terri Moltke | —             | 2019 |
| Cozy Little Christmas                                    | Katy Perry, Greg Wells, Ferras Alqaisi | —             | 2019 |
| Cry About It Later                                       | Katy Perry, Alexandra Yatchenko, Jonnali Parmenius, Oscar Holter                                                                           | Smile         | 2020 |

### D
| Titel                      | Autoren                                                                                                | Album                                  | Jahr |
| -------------------------- | --- | -------------------------------------- | ---- |
| Daisies                    | Katy Perry, Michael Pollack, Jacob Kasher Hindlin, Jonathan Bellion, Jordan K. Johnson, Stefan Johnson | Smile                                  | 2020 |
| Dance with the Devil       | Katy Perry, Sarah Hudson, Felix Snow                                                                   | Witness                                | 2017 |
| Dark Horse (feat. Juicy J) | Katy Perry, Jordan Houston, Lukasz Gottwald, Sarah Theresa Hudson, Max Martin, Henry Walter            | Prism                                  | 2013 |
| Déjà Vu                    | Katy Perry, Hayden James, Ferras Alqaisi, Thomas Stell                                                 | Witness                                | 2017 |
| Double Rainbow             | Katy Perry, Sia Furler, Greg Kurstin                                                                   | Prism                                  | 2013 |
| Dressin' Up                | Katy Perry, Christopher Stewart, Monte Neuble, Matt Thiessen                                           | Teenage Dream: The Complete Confection | 2012 |

### E
| Titel                   | Autoren | Album                                  | Jahr |
| ----------------------- | --- | -------------------------------------- | ---- |
| Electric                | Katy Perry, Bruce Wiegner, Jonathan Bellion, Jordan K. Johnson, Stefan Johnson, Lucas Marx, Oliver Peterhof, Rachel Kanner  | Pokémon 25: The Album                  | 2021 |
| E.T. (feat. Kanye West) | Katy Perry, Lukasz Gottwald, Max Martin, Joshua Coleman Katy Perry, Lukasz Gottwald, Max Martin, Joshua Coleman, Kanye West | Teenage Dream                          | 2010 |
| E.T. (feat. Kanye West) | Katy Perry, Lukasz Gottwald, Max Martin, Joshua Coleman Katy Perry, Lukasz Gottwald, Max Martin, Joshua Coleman, Kanye West | Teenage Dream: The Complete Confection | 2012 |

### F
| Titel                                                                | Autoren                                                                      | Album                   | Jahr |
| -------------------------------------------------------------------- | ---------------------------------------------------------------------------- | ----------------------- | ---- |
| Faith Won't Fail                                                     | Katy Hudson, Mark Dickson                                                    | Katy Hudson             | 2001 |
| Feels (Calvin Harris feat. Pharrell Williams, Katy Perry & Big Sean) | Katy Perry, Adam Wiles, Pharrell Williams, Brittany Hazzard, Sean Anderson   | Funk Wav Bounces Vol. 1 | 2017 |
| Fingerprints                                                         | Katy Perry, Greg Wells                                                       | One of the Boys         | 2008 |
| Firework                                                             | Katy Perry, Mikkel S. Eriksen, Tor Erik Hermansen, Sandy Wilhelm, Ester Dean | Teenage Dream           | 2010 |

### G
| Titel         | Autoren                                                             | Album       | Jahr |
| ------------- | ------------------------------------------------------------------- | ----------- | ---- |
| Ghost         | Katy Perry, Lukasz Gottwald, Max Martin, Henry Walter, Bonnie McKee | Prism       | 2013 |
| Growing Pains | Katy Hudson, Mark Dickson                                           | Katy Hudson | 2001 |

### H
| Titel                 | Autoren                                                        | Album           | Jahr |
| --------------------- | -------------------------------------------------------------- | --------------- | ---- |
| Hackensack            | Chris Collingwood, Adam Schlesinger                            | MTV Unplugged   | 2009 |
| Harleys in Hawaii     | Katy Perry, Charlie Puth, Jacob Kasher Hindlin, Johan Carlsson | Smile           | 2019 |
| Hey Hey Hey           | Katy Perry, Max Martin, Ali Payami, Sia Furler, Sarah Hudson   | Witness         | 2017 |
| High on Your Supply   | Katy Perry, Ilya Salmanzadeh, Ferras Alqaisi, Savan Kotecha    | Smile           | 2020 |
| Hot n Cold            | Katy Perry, Lukasz Gottwald, Max Martin                        | One of the Boys | 2008 |
| Hummingbird Heartbeat | Katy Perry, Christopher Stewart, Stacy Barthe, Monte Neuble    | Teenage Dream   | 2010 |

### I
| Titel                                              | Autoren                                                                              | Album           | Jahr |
| -------------------------------------------------- | ------------------------------------------------------------------------------------ | --------------- | ---- |
| If We Ever Meet Again (Timbaland feat. Katy Perry) | James Washington, Timothy Mosley, busbee                                             | Shock Value II  | 2009 |
| If You Can Afford Me                               | Katy Perry, Dave Katz, Sam Hollander                                                 | One of the Boys | 2008 |
| I Kissed a Girl                                    | Katy Perry, Lukasz Gottwald, Max Martin, Cathy Dennis                                | One of the Boys | 2008 |
| I'm Still Breathing                                | Katy Perry, David Stewart                                                            | One of the Boys | 2008 |
| International Smile                                | Katy Perry, Lukasz Gottwald, Max Martin, Henry Walter                                | Prism           | 2013 |
| Into Me You See                                    | Katy Perry, Joe Goddard, Alexis Taylor, Ferras Alqaisi                               | Witness         | 2017 |
| I Think I'm Ready                                  | Katy Perry, Ted Bruner                                                               | One of the Boys | 2008 |
| It Takes Two                                       | Katy Perry, Tor Erik Hermansen, Mikkel Storleer Eriksen, Benjamin Levin, Emeli Sandé | Prism           | 2013 |

### L
| Titel                                       | Autoren                                                                                 | Album         | Jahr |
| ------------------------------------------- | --------------------------------------------------------------------------------------- | ------------- | ---- |
| Last Call                                   | Katy Hudson                                                                             | Katy Hudson   | 2001 |
| Last Friday Night (T.G.I.F.)                | Katy Perry, Lukasz Gottwald, Max Martin, Bonnie McKee                                   | Teenage Dream | 2010 |
| Legendary Lovers                            | Katy Perry, Lukasz Gottwald, Max Martin, Bonnie McKee, Henry Walter                     | Prism         | 2013 |
| Legends Never Die (Ferras feat. Katy Perry) | Greg Wells, Ferras Alqaisi, Sarah Theresa Hudson                                        | Ferras        | 2014 |
| Lost                                        | Katy Perry, Ted Bruner                                                                  | Ur So Gay     | 2007 |
| Love Me                                     | Katy Perry, Max Martin, Christian „Bloodshy“ Karlsson, Vincent Pontare, Magnus Lidehäll | Prism         | 2013 |

### M
| Titel          | Autoren                                              | Album           | Jahr |
| -------------- | ---------------------------------------------------- | --------------- | ---- |
| Mannequin      | Katy Perry                                           | One of the Boys | 2008 |
| Mind Maze      | Katy Perry, Sarah Hudson, Corin Roddick, Megan James | Witness         | 2017 |
| Miss You More  | Katy Perry, Sarah Hudson, Corin Roddick, Megan James | Witness         | 2017 |
| My Own Monster | Katy Hudson                                          | Katy Hudson     | 2001 |

### N
| Titel                    | Autoren | Album         | Jahr |
| ------------------------ | --- | ------------- | ---- |
| Naturally                | Katy Hudson, Scott Faircloff                                                                                                   | Katy Hudson   | 2001 |
| Never Really Over        | Katy Perry, Dagny Sandvik, Michelle Buzz, Jason Gill, Gino Barletta, Hayley Warner, Anton Zaslavski, Leah Cooney, Daniel James | Smile         | 2019 |
| Never Worn White         | Katy Perry, Johan Carlsson, John Ryan, Jacob Kasher Hindlin                                                                    | Smile         | 2020 |
| Not Like the Movies      | Katy Perry, Greg Wells | Teenage Dream | 2010 |
| Not the End of the World | Katy Perry, Michael Pollack, Madison Love, Jacob Kasher Hindlin, Andrew Goldstein                                              | Smile         | 2020 |

### O
| Titel           | Autoren                                  | Album           | Jahr |
| --------------- | ---------------------------------------- | --------------- | ---- |
| One of the Boys | Katy Perry                               | One of the Boys | 2008 |
| Only Love       | Katy Perry, Sophie Cooke, Andrew Jackson | Smile           | 2020 |

### P
| Titel      | Autoren                                                       | Album                                  | Jahr |
| ---------- | ------------------------------------------------------------- | -------------------------------------- | ---- |
| Part of Me | Katy Perry, Lukasz Gottwald, Max Martin, Bonnie McKee         | Teenage Dream: The Complete Confection | 2012 |
| Peacock    | Katy Perry, Mikkel S. Eriksen, Tor Erik Hermansen, Ester Dean | Teenage Dream                          | 2010 |
| Pearl      | Katy Perry, Christopher Stewart, Greg Wells                   | Teenage Dream                          | 2010 |
| Pendulum   | Katy Perry, Jeff Bhasker, Sarah Hudson                        | Witness                                | 2017 |
| Piercing   | Katy Hudson, Tommy Collier, Brian White                       | Katy Hudson                            | 2001 |
| Power      | Katy Perry, Jack Garratt, William Robinson                    | Witness                                | 2017 |

### R
| Titel     | Autoren                                                             | Album   | Jahr |
| --------- | ------------------------------------------------------------------- | ------- | ---- |
| Resilient | Katy Perry, Ferras Alqaisi, Mikkel S. Eriksen, Tor Erik Hermansen   | Smile   | 2020 |
| Rise      | Katy Perry, Max Martin, Savan Kotecha, Ali Payami                   | —       | 2016 |
| Roar      | Katy Perry, Lukasz Gottwald, Max Martin, Bonnie McKee, Henry Walter | Prism   | 2013 |
| Roulette  | Katy Perry, Max Martin, Ali Payami, Shellback, Ferras Alqaisi       | Witness | 2017 |

### S
| Titel                               | Autoren | Album                                 | Jahr |
| ----------------------------------- | --- | ------------------------------------- | ---- |
| Save as Draft                       | Katy Perry, Noonie Bao, Dijon McFarlane, Nicholas Audino, Lewis Hughes, Elof Loelv | Witness                               | 2017 |
| Search Me                           | Katy Hudson, Tommy Collier, Scott Faircloff | Katy Hudson                           | 2001 |
| Self Inflicted                      | Katy Perry, Scott Cutler, Anne Preven | One of the Boys                       | 2008 |
| Simple                              | Katy Perry, Glen Ballard | The Sisterhood of the Traveling Pants | 2005 |
| Small Talk                          | Katy Perry, Johan Carlsson, Charlie Puth, Jacob Kasher Hindlin | Smile                                 | 2019 |
| Smile (feat. Diddy)                 | Katy Perry, Brittany „Starrah“ Hazzard, Ferras Alqaisi, Oliver „Oligee“ Goldstein, Josh Abraham, Anthony Criss, Benny Golson, Kier Gist, Vincent Brown Katy Perry, Brittany „Starrah“ Hazzard, Ferras Alqaisi, Oliver „Oligee“ Goldstein, Josh Abraham, Anthony Criss, Benny Golson, Kier Gist, Vincent Brown, Sean Combs, Cordae Dunston | Smile                                 | 2020 |
| Smile (feat. Diddy)                 | Katy Perry, Brittany „Starrah“ Hazzard, Ferras Alqaisi, Oliver „Oligee“ Goldstein, Josh Abraham, Anthony Criss, Benny Golson, Kier Gist, Vincent Brown Katy Perry, Brittany „Starrah“ Hazzard, Ferras Alqaisi, Oliver „Oligee“ Goldstein, Josh Abraham, Anthony Criss, Benny Golson, Kier Gist, Vincent Brown, Sean Combs, Cordae Dunston | Smile (Vinyl Edition)                 | 2020 |
| Spiritual                           | Katy Perry, Greg Kurstin, John Mayer | Prism                                 | 2013 |
| Spit                                | Katy Hudson | Katy Hudson                           | 2001 |
| Starstrukk (3OH!3 feat. Katy Perry) | Sean Foreman, Nathaniel Motte | Want                                  | 2009 |
| Swish Swish (feat. Nicki Minaj)     | Katy Perry, Duke Dumont, Sarah Hudson, PJ Sledge, Onika Maraj, Brittany Hazzard | Witness                               | 2017 |

### T
| Titel                 | Autoren                                                                           | Album           | Jahr |
| --------------------- | --------------------------------------------------------------------------------- | --------------- | ---- |
| Teary Eyes            | Katy Perry, Michael Pollack, Madison Love, Jacob Kasher Hindlin, Andrew Goldstein | Smile           | 2020 |
| Teenage Dream         | Katy Perry, Lukasz Gottwald, Max Martin, Benjamin Levin, Bonnie McKee             | Teenage Dream   | 2010 |
| The One That Got Away | Katy Perry, Lukasz Gottwald, Max Martin                                           | Teenage Dream   | 2010 |
| Thinking of You       | Katy Perry                                                                        | One of the Boys | 2008 |
| This Is How We Do     | Katy Perry, Klas Ahlund, Max Martin                                               | Prism           | 2013 |
| This Moment           | Katy Perry, Tor Erik Hermansen, Mikkel Storleer Eriksen, Benjamin Levin           | Prism           | 2013 |
| Trust in Me           | Katy Hudson, Mark Dickson                                                         | Katy Hudson     | 2001 |
| Tsunami               | Katy Perry, Michael Williams, Marcus Bell, Sarah Hudson, Mia Moretti              | Witness         | 2017 |
| Tucked                | Katy Perry, Jacob Kasher Hindlin, Ferras Alqaisi, John Ryan, Johan Carlsson       | Smile           | 2020 |

### U
| Titel           | Autoren                                               | Album     | Jahr |
| --------------- | ----------------------------------------------------- | --------- | ---- |
| Unconditionally | Katy Perry, Lukasz Gottwald, Max Martin, Henry Walter | Prism     | 2013 |
| Ur So Gay       | Katy Perry, Greg Wells                                | Ur So Gay | 2007 |
| Use Your Love   | Katy Perry, John Spinks                               | Ur So Gay | 2007 |

### W
| Titel                                      | Autoren                                                                                 | Album                                  | Jahr |
| ------------------------------------------ | --------------------------------------------------------------------------------------- | -------------------------------------- | ---- |
| Waking Up in Vegas                         | Katy Perry, Desmond Child, Andreas Carlsson                                             | One of the Boys                        | 2008 |
| Walking on Air                             | Katy Perry, Klas Ahlund, Max Martin, Adam Baptiste, Camela Leierth                      | Prism                                  | 2013 |
| What Makes a Woman                         | Katy Perry, Sarah Hudson, Jacob Kasher Hindlin, John Ryan, Johan Carlsson               | Smile                                  | 2020 |
| When There’s Nothing Left                  | Katy Hudson                                                                             | Katy Hudson                            | 2001 |
| Who Am I Living For?                       | Katy Perry, Christopher Stewart, Monte Neuble, Brian Thomas                             | Teenage Dream                          | 2010 |
| Who You Love (John Mayer feat. Katy Perry) | Katy Perry, John Mayer                                                                  | Paradise Valley                        | 2013 |
| Wide Awake                                 | Katy Perry, Lukasz Gottwald, Max Martin, Bonnie McKee, Henry Walter                     | Teenage Dream: The Complete Confection | 2012 |
| Witness                                    | Katy Perry, Max Martin, Ali Payami, Savan Kotecha                                       | Witness                                | 2017 |
| Woman’s World                              | Chloe Angelides, Łukasz Gottwald, Aaron Joseph, Vaughn Oliver, Katy Perry, Rocco Valdes | —                                      | 2024 |